# Together Stronger (C'mon Wales)
„Together Stronger (C'mon Wales)“ je píseň velšské rockové skupiny Manic Street Preachers. Vydána byla v květnu roku 2016 jako oficiální hymna velšské fotbalové reprezentace na Mistrovství Evropy ve fotbale 2016. Píseň rovněž vyšla jako singl, na jehož B-straně byl remix tehdy dvacet let staré písně „A Design for Life“. Výdělek z prodeje písně byl dán charitativní organizaci Tenovus Cancer Care. V textu písně jsou zmiňována jména různých velšských fotbalistů, jako byli například Gary Speed, Gareth Bale a Ashley Williams.